# Ramon Miró d'Aguda
Ramon Miró d'Aguda o Ramon Mir d'Aguda o Ramon d'Hostoles, del llinatge dels Hostoles. Segon senescal dels comtes de Barcelona, cunyat d'Amat Elderic d'Orís, i tutor del fill d'aquest darrer, Pere Amat d'Orís, qui el succeí com a tercer senescal dels comtes de Barcelona. Senyor del castell de l'Aguda (municipi de Torà, comarca de la Segarra), amb l'església de Santa Maria de l'Aguda, des del 1050, i del castell de Vicfred (municipi de Sant Guim de la Plana, comarca de la Segarra), lloc darrer que deixà, segons una acta testamentària conservada al bisbat de Solsona, a la seva esposa Engèlsia el 1079, abans de pelegrinar a Santiago de Compostel·la.